# Diego Navarro (futbolista)
Diego Fernando Navarro Iturri (La Paz, 8 de octubre de 1992) es un futbolista boliviano que juega como centrocampista en Independiente Petrolero de la Primera División de Bolivia.

## Clubes
| Club                    | País    | Año               |
| ----------------------- | ------- | ----------------- |
| La Paz F. C.            | Bolivia | 2011 - 2013       |
| Unión Maestranza        | Bolivia | 2014 - 2016       |
| Always Ready            | Bolivia | 2016 - 2018       |
| Nacional Potosí         | Bolivia | 2018 - 2022       |
| Universitario de Vinto  | Bolivia | 2023              |
| Independiente Petrolero | Bolivia | 2024 - Actualidad |